# Zavinuta paprat
Zavinuta paprat  (panđasta paprat, lat. Onychium), rod papratnica iz porodice bujadovki (Pteridaceae). Vazdazelene trajnice, 10 priznatih vrsta i jedan hibrid u Aziji, Australiji i dijelovima istočne Afrike.

## Vrste
1. Onychium cryptogrammoides Christ
2. Onychium divaricatum (Poir.) Alston
3. Onychium japonicum (Thunb.) Kunze
4. Onychium kholianum Fraser-Jenk. & S.Matsumoto
5. Onychium lucidum (D.Don) Spreng.
6. Onychium moupinense Ching
7. Onychium plumosum Ching
8. Onychium siliculosum (Desv.) C.Chr.
9. Onychium tenuifrons Ching
10. Onychium vermae Fraser-Jenk. & Khullar
11. Onychium × matsumotoi Fraser-Jenk. & Kandel

## Vanjske poveznice
|  | Zajednički poslužitelj ima još gradiva o temi Onychium |
|  | Wikivrste imaju podatke o taksonu Onychium             |